# Pterostylis daintreana
Pterostylis daintreana är en orkidéart som beskrevs av Ferdinand von Mueller och George Bentham. Pterostylis daintreana ingår i släktet Pterostylis och familjen orkidéer. Inga underarter finns listade i Catalogue of Life.